# Frida och farfar
Frida och farfar var SR:s julkalender 1974. Programmet regisserades av Agneta Leffler efter ett manus av Olle Mattson. Mattson skrev även manus till årets julkalender i TV, Rulle på Rullseröd.

## Handling
I december på en liten ö i Bohusläns skärgård ligger Frida (Carin Hjulström) hemma med brutet ben, och går miste om allt spännande som kan tänkas ske i skolan, och hon saknar sina vänner. Hon bor på en liten ö i Bohuslän, dit det är svårt att ta sig om vintrarna. Hemma är det tråkigt. Fridas mamma tar båten till fastlandet varje morgon, för att komma till konservfabriken där hon arbetar, och pappa är "långpendlare" och arbetar i en stad ännu längre bort, och är bara hemma på helgerna.
Hemma finns också farfar, som egentligen är hennes farfarsfar, hans gamle fiskarkompis, segelmakaren. Frida tycker farfar är en sur och knarrig gammal gubbe och längtar efter att hennes ben ska läka så hon slipper gubben och kan börja skolan istället.
Frida kommer även ombord på skutan Josefina av Fisketången, en båt tillverkad av ilandflutna brädor. Inuti lär sig Frida om sjöfararnas och fiskarnas arbete och hårda villkor förr i tiden. Hon lär också känna farfar bättre.

## Papperskalender

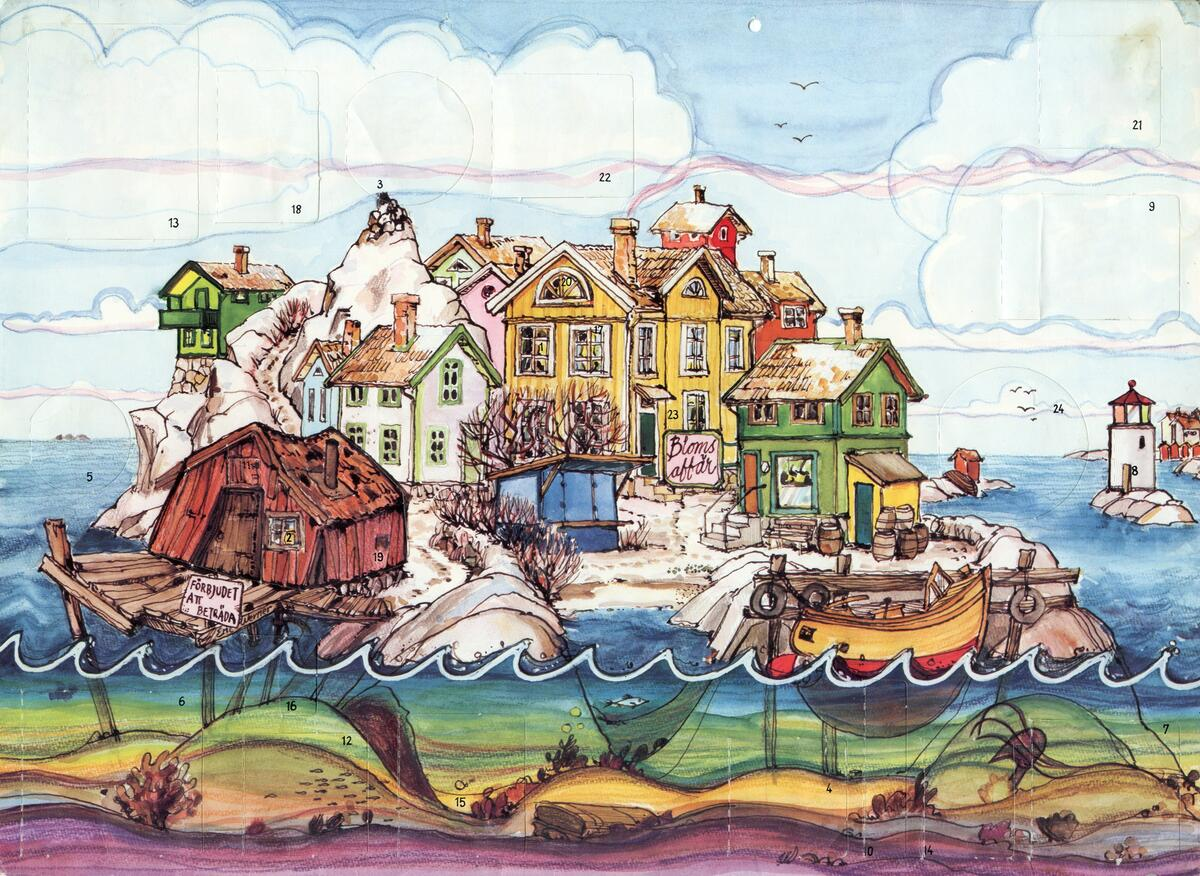
Papperskalendern

Årets papperskalender ritades av Eric Werner och föreställer ön och alla dess byggnader, däribland Bloms affär. Vid ön ligger också skutan Josefina av Fisketången, en båt ligger förankrad vid bryggan och en bit bakom ön står en fyr på en kobbe.

### Fotnoter
1. 1 2 3  Stenudd, Solveig (2004). Teskedsgumman, Pettson, Pelle Svanslös och alla de andra : julkalendern i radio och TV genom tiderna (Ny, utök. version). Sveriges television (SVT). sid. 44-45. ISBN 91-975013-0-1. OCLC 186559284. https://www.worldcat.org/oclc/186559284. Läst 9 februari 2023
2. ↑  ”1974, Frida och farfar”. Sveriges Radio. http://sverigesradio.se/barn/julkalendrar/1974.stm. Läst 30 augusti 2015.